# Marijan Mirt
Marijan Mirt (Zagreb, 29. kolovoza 1975.) hrvatski kipar i slikar

## Biografija
Rodio se je 1975. godine u Zagrebu. Maturirao je u Srednjoj školi primijenjenih umjetnosti i dizajna u Zagrebu na odjelu kiparstva. Godine 2009. diplomirao je na Akademiji likovnih umjetnosti u Zagrebu, u klasi prof. Mire Vuce i prof. Roberta Emila Tanaya. 
Godine 2000. preselio se u Maribor, gdje je 2003. godine postao aktivnim članom Udruge likovnih umjetnika Maribor (DLUM). 

## Nagrade
- 2018. Nagrada Udruge likovnih umjetnika Maribor (DLUM);
- 2017. Zlatna medalja za kiparstvo na Pariškom salonu Societe Nationale des Beaux-Arts / Louvre, Pariz, Francuska[1]
- 2017. Nagrada Udruge likovnih umjetnika Maribor (DLUM);
- 2013. Nagrada Udruge likovnih umjetnika Maribor (DLUM);

## Djela

### Javne skulpture
- 2017. - "Gabriel" / Zagreb, Hrvatska
- 2014. - "Liebe" / Sirnitz, Austrija
- 2010. - "Pegasus" / Penza, Rusija
- 2009. - "Vizionars" / Penza, Rusija
- 2006. - "Vizionar" / Makole, Slovenija
- 2002. - "Pet organskih opasnosti" / Židovski trg,[2]  Maribor, Slovenija

## Vanjske poveznice
- Službena web stranica